# Joe Quimby
Joe Quimby szereplő A Simpson család című sorozatból, Springfield polgármestere.

## Élete
1961. október 30-án született Indianapolisban egy alkoholista családban. Miután szülei elviselhetetlenné váltak, Quimby testvérei elszöktek Argentínába, majd Quimby is úgy döntött, hogy elhagyja szüleit és a várost mindörökre, de nem jutott munkához, ezért a bűnözés útjára lépett hosszú évekre. Az eltel idő után Springfieldbe tévedt és indult a választáson, ahol tisztáznia kellett múltját, majd a lakosság kinevezte polgármesternek, ám életében még akadtak így is kínos, rossz részletek.

## Jelleme
Szexista, alkoholista. Quimby allergiás a mákra. Nincs diplomája. Balkezes. Különleges, hogy az állam ellen van, pedig az USA inkább a segítségnyújtásra törekszik.